# Interlands Nederlands voetbalelftal 1970-1979
Deze pagina toont een chronologisch en gedetailleerd overzicht van de interlands die het Nederlands voetbalelftal heeft gespeeld in de periode 1970 – 1979.
In deze periode werden in totaal 77 interlands gespeeld waarvan er 48 gewonnen werden, 15 wedstrijden eindigde in gelijk spel en 14 keer werd er verloren. Nederland wist zicht niet te kwalificeren voor de WK van 1970, maar wist zich wel te plaatsen voor de finale op de WK's van 1974 en 1978. Nederland wist zich in 1972 niet te kwalificeren voor het EK. In 1976 werd de derde plek behaald.

## Interlands

### 1970
|                                                                         |          |       |           |                                                                                  |
| 14 januari Vriendschappelijk № 310 «onderlinge duels» 19:45 uur (UTC+1) | Engeland | 0 – 0 | Nederland | Wembley Stadium, Londen Toeschouwers: 75.000 Scheidsrechter: Heinz Siebert (FRG) |
| 14 januari Vriendschappelijk № 310 «onderlinge duels» 19:45 uur (UTC+1) |          |       |           | Wembley Stadium, Londen Toeschouwers: 75.000 Scheidsrechter: Heinz Siebert (FRG) |

|                                                                         |        |                  |           |                                                                                         |
| 28 januari Vriendschappelijk № 311 «onderlinge duels» 16:45 uur (UTC+2) | Israël | 0 – 1            | Nederland | Bloomfieldstadion, Tel Aviv Toeschouwers: 17.000 Scheidsrechter: Andrei Rădulescu (ROU) |
| 28 januari Vriendschappelijk № 311 «onderlinge duels» 16:45 uur (UTC+2) |        | 5' Willy Brokamp |           | Bloomfieldstadion, Tel Aviv Toeschouwers: 17.000 Scheidsrechter: Andrei Rădulescu (ROU) |

|                                                                            |                         |       |                   |                                                                           |
| 11 oktober EK 1972 kwalificatie № 312 «onderlinge duels» 14:30 uur (UTC+1) | Nederland               | 1 – 1 | Joegoslavië       | De Kuip, Rotterdam Toeschouwers: 56.200 Scheidsrechter: Bill Mullan (SCO) |
| 11 oktober EK 1972 kwalificatie № 312 «onderlinge duels» 14:30 uur (UTC+1) | Rinus Israël 49' (pen.) |       | 22' Dragan Džajić | De Kuip, Rotterdam Toeschouwers: 56.200 Scheidsrechter: Bill Mullan (SCO) |

|                                                                             |                 |       |           |                                                                                        |
| 11 november EK 1972 kwalificatie № 313 «onderlinge duels» 18:30 uur (UTC+1) | DDR             | 1 – 0 | Nederland | Rudolf Harbigstadion, Dresden Toeschouwers: 30.089 Scheidsrechter: Curt Liedberg (SWE) |
| 11 november EK 1972 kwalificatie № 313 «onderlinge duels» 18:30 uur (UTC+1) | Peter Ducke 56' |       |           | Rudolf Harbigstadion, Dresden Toeschouwers: 30.089 Scheidsrechter: Curt Liedberg (SWE) |

|                                                                         |                                     |       |          |                                                                                      |
| 2 december Vriendschappelijk № 314 «onderlinge duels» 20:15 uur (UTC+1) | Nederland                           | 2 – 0 | Roemenië | Olympisch Stadion, Amsterdam Toeschouwers: 52.000 Scheidsrechter: Tiny Wharton (SCO) |
| 2 december Vriendschappelijk № 314 «onderlinge duels» 20:15 uur (UTC+1) | Johan Cruijff 37' Johan Cruijff 57' |       |          | Olympisch Stadion, Amsterdam Toeschouwers: 52.000 Scheidsrechter: Tiny Wharton (SCO) |

### 1971
|                                                                             | |       |           |                                                                            |
| 24 februari EK 1972 kwalificatie № 315 «onderlinge duels» 20:30 uur (UTC+1) | Nederland                                                                                              | 6 – 0 | Luxemburg | De Kuip, Rotterdam Toeschouwers: 38.100 Scheidsrechter: Faik Bajrami (ALB) |
| 24 februari EK 1972 kwalificatie № 315 «onderlinge duels» 20:30 uur (UTC+1) | Willi Lippens 26' Piet Keizer 53' Johan Cruijff 59' Johan Cruijff 69' Piet Keizer 80' Wim Suurbier 83' |       |           | De Kuip, Rotterdam Toeschouwers: 38.100 Scheidsrechter: Faik Bajrami (ALB) |

|                                                                         |                                    |       |           |                                                                                         |
| 4 april EK 1972 kwalificatie № 316 «onderlinge duels» 15:00 uur (UTC+1) | Joegoslavië                        | 2 – 0 | Nederland | Stadion pod Marjanom, Split Toeschouwers: 15.563 Scheidsrechter: Kurt Tschenscher (FRG) |
| 4 april EK 1972 kwalificatie № 316 «onderlinge duels» 15:00 uur (UTC+1) | Jure Jerković 8' Dragan Džajić 39' |       |           | Stadion pod Marjanom, Split Toeschouwers: 15.563 Scheidsrechter: Kurt Tschenscher (FRG) |

|                                                                            |                                                    |       |                                       |                                                                                 |
| 10 oktober EK 1972 kwalificatie № 317 «onderlinge duels» 14:30 uur (UTC+1) | Nederland                                          | 3 – 2 | DDR                                   | De Kuip, Rotterdam Toeschouwers: 48.037 Scheidsrechter: Concetto Lo Bello (ITA) |
| 10 oktober EK 1972 kwalificatie № 317 «onderlinge duels» 14:30 uur (UTC+1) | Barry Hulshoff 25' Piet Keizer 52' Piet Keizer 63' |       | 10' Eberhard Vogel 82' Eberhard Vogel | De Kuip, Rotterdam Toeschouwers: 48.037 Scheidsrechter: Concetto Lo Bello (ITA) |

|                                                                             |           | |           |                                                                                      |
| 17 november EK 1972 kwalificatie № 318 «onderlinge duels» 20:00 uur (UTC+1) | Luxemburg | 0 – 8 | Nederland | Philips-sportpark, Eindhoven Toeschouwers: 17.500 Scheidsrechter: Michal Jursa (TCH) |
| 17 november EK 1972 kwalificatie № 318 «onderlinge duels» 20:00 uur (UTC+1) |           | 4' Johan Cruijff 7' Piet Keizer 12' Theo Pahlplatz 14' Johan Cruijff 37' Barry Hulshoff 54' Oeki Hoekema 60' Johan Cruijff 82' Rinus Israël |           | Philips-sportpark, Eindhoven Toeschouwers: 17.500 Scheidsrechter: Michal Jursa (TCH) |

|                                                                         |                                     |       |                   |                                                                                           |
| 1 december Vriendschappelijk № 319 «onderlinge duels» 20:15 uur (UTC+1) | Nederland                           | 2 – 1 | Schotland         | Olympisch Stadion, Amsterdam Toeschouwers: 18.000 Scheidsrechter: Ferdinand Biwersi (FRG) |
| 1 december Vriendschappelijk № 319 «onderlinge duels» 20:15 uur (UTC+1) | Johan Cruijff 5' Barry Hulshoff 88' |       | 58' George Graham | Olympisch Stadion, Amsterdam Toeschouwers: 18.000 Scheidsrechter: Ferdinand Biwersi (FRG) |

### 1972
|                                                                          |             |                                                                                             |           |                                                                                               |
| 16 februari Vriendschappelijk № 127 «onderlinge duels» 15:30 uur (UTC+2) | Griekenland | 0 – 5                                                                                       | Nederland | Georgios Karaiskákisstadion, Piraeus Toeschouwers: 8.654 Scheidsrechter: Josip Strmečki (YUG) |
| 16 februari Vriendschappelijk № 127 «onderlinge duels» 15:30 uur (UTC+2) |             | 4' Barry Hulshoff 42' Barry Hulshoff 56' Johan Cruijff 60' Johan Neeskens 82' Johan Cruijff |           | Georgios Karaiskákisstadion, Piraeus Toeschouwers: 8.654 Scheidsrechter: Josip Strmečki (YUG) |

|                                                                    |                                                                       |       |      |                                                                               |
| 3 mei Vriendschappelijk № 321 «onderlinge duels» 20:30 uur (UTC+1) | Nederland                                                             | 3 – 0 | Peru | De Kuip, Rotterdam Toeschouwers: 22.000 Scheidsrechter: Mario Clematide (SUI) |
| 3 mei Vriendschappelijk № 321 «onderlinge duels» 20:30 uur (UTC+1) | Jan Klijnjan 20' (pen.) Wim van Hanegem 32' Dick Schneider 83' (pen.) |       |      | De Kuip, Rotterdam Toeschouwers: 22.000 Scheidsrechter: Mario Clematide (SUI) |

|                                                                          |                     |       |                                      |                                                                                  |
| 30 augustus Vriendschappelijk № 322 «onderlinge duels» 18:00 uur (UTC+1) | Tsjecho-Slowakije   | 1 – 2 | Nederland                            | Letenský Stadion, Praag Toeschouwers: 30.000 Scheidsrechter: Heinz Einbeck (DDR) |
| 30 augustus Vriendschappelijk № 322 «onderlinge duels» 18:00 uur (UTC+1) | Vladimír Hagara 61' |       | 22' Johan Cruijff 47' Johan Neeskens | Letenský Stadion, Praag Toeschouwers: 30.000 Scheidsrechter: Heinz Einbeck (DDR) |

|                                                                            | |       |           |                                                                                  |
| 1 november WK 1974 kwalificatie № 323 «onderlinge duels» 20:30 uur (UTC+1) | Nederland | 9 – 0 | Noorwegen | De Kuip, Rotterdam Toeschouwers: 49.417 Scheidsrechter: Stanisław Eksztajn (POL) |
| 1 november WK 1974 kwalificatie № 323 «onderlinge duels» 20:30 uur (UTC+1) | Johan Neeskens 31' Johan Neeskens 51' Johan Cruijff 55' Johan Neeskens 63' Theo de Jong 70' Willy Brokamp 76' Piet Keizer 80' (pen.) Johan Cruijff 82' Willy Brokamp 87' |       |           | De Kuip, Rotterdam Toeschouwers: 49.417 Scheidsrechter: Stanisław Eksztajn (POL) |

|                                                                             |        |       |           |                                                                                  |
| 19 november WK 1974 kwalificatie № 324 «onderlinge duels» 20:00 uur (UTC+1) | België | 0 – 0 | Nederland | Bosuilstadion, Antwerpen Toeschouwers: 54.293 Scheidsrechter: Keith Walker (ENG) |
| 19 november WK 1974 kwalificatie № 324 «onderlinge duels» 20:00 uur (UTC+1) |        |       |           | Bosuilstadion, Antwerpen Toeschouwers: 54.293 Scheidsrechter: Keith Walker (ENG) |

### 1973
|                                                                       |                       |       |           |                                                                                   |
| 28 maart Vriendschappelijk № 325 «onderlinge duels» 19:00 uur (UTC+1) | Oostenrijk            | 1 – 0 | Nederland | Praterstadion, Wenen Toeschouwers: 40.000 Scheidsrechter: Ferdinand Biwersi (FRG) |
| 28 maart Vriendschappelijk № 325 «onderlinge duels» 19:00 uur (UTC+1) | Helmut Köglberger 44' |       |           | Praterstadion, Wenen Toeschouwers: 40.000 Scheidsrechter: Ferdinand Biwersi (FRG) |

|                                                                    |                                                          |       |                                   |                                                                                       |
| 2 mei Vriendschappelijk № 326 «onderlinge duels» 20:15 uur (UTC+1) | Nederland                                                | 3 – 2 | Spanje                            | Olympisch Stadion, Amsterdam Toeschouwers: 26.000 Scheidsrechter: Günter Männig (DDR) |
| 2 mei Vriendschappelijk № 326 «onderlinge duels» 20:15 uur (UTC+1) | Johnny Rep 12' Miguel Reina 42' (e.d.) Johan Cruijff 90' |       | 19' Óscar Valdez 48' Óscar Valdez | Olympisch Stadion, Amsterdam Toeschouwers: 26.000 Scheidsrechter: Günter Männig (DDR) |

|                                                                             |                                                                                          |       |         |                                                                                       |
| 22 augustus WK 1974 kwalificatie № 327 «onderlinge duels» 20:00 uur (UTC+1) | Nederland                                                                                | 5 – 0 | IJsland | Stadion De Meer, Amsterdam Toeschouwers: 17.213 Scheidsrechter: Jacques Colling (LUX) |
| 22 augustus WK 1974 kwalificatie № 327 «onderlinge duels» 20:00 uur (UTC+1) | Willem van Hanegem 6' Johan Cruijff 8' Arie Haan 17' Willy Brokamp 29' Johan Cruijff 57' |       |         | Stadion De Meer, Amsterdam Toeschouwers: 17.213 Scheidsrechter: Jacques Colling (LUX) |

|                                                                             |                    |       | |                                                                                         |
| 29 augustus WK 1974 kwalificatie № 328 «onderlinge duels» 20:00 uur (UTC+1) | IJsland            | 1 – 8 | Nederland | De Adelaarshorst, Deventer Toeschouwers: 23.000 Scheidsrechter: Martti Hirviniemi (FIN) |
| 29 augustus WK 1974 kwalificatie № 328 «onderlinge duels» 20:00 uur (UTC+1) | Elmar Geirsson 44' |       | 15' Willy Brokamp 21' Johan Cruijff 24' Johan Neeskens 28' Johan Cruijff 46' René van de Kerkhof 48' (pen.) Dick Schneider 71' Willem van Hanegem 75' Willy Brokamp | De Adelaarshorst, Deventer Toeschouwers: 23.000 Scheidsrechter: Martti Hirviniemi (FIN) |

|                                                                              |                  |       |                                     |                                                                                 |
| 12 september WK 1974 kwalificatie № 329 «onderlinge duels» 19:00 uur (UTC+1) | Noorwegen        | 1 – 2 | Nederland                           | Ullevaalstadion, Oslo Toeschouwers: 19.241 Scheidsrechter: Malcolm Wright (NIR) |
| 12 september WK 1974 kwalificatie № 329 «onderlinge duels» 19:00 uur (UTC+1) | Harry Hestad 77' |       | 7' Johan Cruijff 87' Barry Hulshoff | Ullevaalstadion, Oslo Toeschouwers: 19.241 Scheidsrechter: Malcolm Wright (NIR) |

|                                                                         |                  |       |                     |                                                                             |
| 10 oktober Vriendschappelijk № 330 «onderlinge duels» 20:30 uur (UTC+1) | Nederland        | 1 – 1 | Polen               | De Kuip, Rotterdam Toeschouwers: 16.500 Scheidsrechter: Paul Schiller (AUT) |
| 10 oktober Vriendschappelijk № 330 «onderlinge duels» 20:30 uur (UTC+1) | Theo de Jong 32' |       | 45' Kazimierz Deyna | De Kuip, Rotterdam Toeschouwers: 16.500 Scheidsrechter: Paul Schiller (AUT) |

|                                                                             |           |       |        |                                                                                       |
| 18 november WK 1974 kwalificatie № 331 «onderlinge duels» 14:30 uur (UTC+1) | Nederland | 0 – 0 | België | Olympisch Stadion, Amsterdam Toeschouwers: 62.847 Scheidsrechter: Pavel Kazakov (URS) |
| 18 november WK 1974 kwalificatie № 331 «onderlinge duels» 14:30 uur (UTC+1) |           |       |        | Olympisch Stadion, Amsterdam Toeschouwers: 62.847 Scheidsrechter: Pavel Kazakov (URS) |

### 1974
|                                                                       |               |       |                 |                                                                           |
| 27 maart Vriendschappelijk № 332 «onderlinge duels» 20:30 uur (UTC+1) | Nederland     | 1 – 1 | Oostenrijk      | De Kuip, Rotterdam Toeschouwers: 28.308 Scheidsrechter: Karl Keller (SUI) |
| 27 maart Vriendschappelijk № 332 «onderlinge duels» 20:30 uur (UTC+1) | Ruud Krol 45' |       | 38' Hans Krankl | De Kuip, Rotterdam Toeschouwers: 28.308 Scheidsrechter: Karl Keller (SUI) |

|                                                                     |                                                                             |       |                 |                                                                                      |
| 26 mei Vriendschappelijk № 333 «onderlinge duels» 14:30 uur (UTC+1) | Nederland                                                                   | 4 – 1 | Argentinië      | Olympisch Stadion, Amsterdam Toeschouwers: 24.000 Scheidsrechter: Adolf Prokop (DDR) |
| 26 mei Vriendschappelijk № 333 «onderlinge duels» 14:30 uur (UTC+1) | Johan Neeskens 29' (pen.) Rob Rensenbrink 31' Pleun Strik 74' Arie Haan 77' |       | 34' Ruben Ayala | Olympisch Stadion, Amsterdam Toeschouwers: 24.000 Scheidsrechter: Adolf Prokop (DDR) |

|                                                                     |           |       |          |                                                                                |
| 5 juni Vriendschappelijk № 334 «onderlinge duels» 20:30 uur (UTC+1) | Nederland | 0 – 0 | Roemenië | De Kuip, Rotterdam Toeschouwers: 22.476 Scheidsrechter: Ricardo Lattanzi (ITA) |
| 5 juni Vriendschappelijk № 334 «onderlinge duels» 20:30 uur (UTC+1) |           |       |          | De Kuip, Rotterdam Toeschouwers: 22.476 Scheidsrechter: Ricardo Lattanzi (ITA) |

| Wereldkampioenschap voetbal 1974 |
| -------------------------------- |

|                                                                    |         |                              |           |                                                                                          |
| 15 juni WK 1974 Groep 3 № 335 «onderlinge duels» 16:00 uur (UTC+1) | Uruguay | 0 – 2                        | Nederland | Niedersachsenstadion, Hannover Toeschouwers: 55.100 Scheidsrechter: Károly Palotai (HUN) |
| 15 juni WK 1974 Groep 3 № 335 «onderlinge duels» 16:00 uur (UTC+1) |         | Johnny Rep 7' Johnny Rep 86' |           | Niedersachsenstadion, Hannover Toeschouwers: 55.100 Scheidsrechter: Károly Palotai (HUN) |

|                                                                    |           |       |        |                                                                                        |
| 19 juni WK 1974 Groep 3 № 336 «onderlinge duels» 19:30 uur (UTC+1) | Nederland | 0 – 0 | Zweden | Westfalenstadion, Dortmund Toeschouwers: 53.700 Scheidsrechter: Werner Winsemann (CAN) |
| 19 juni WK 1974 Groep 3 № 336 «onderlinge duels» 19:30 uur (UTC+1) |           |       |        | Westfalenstadion, Dortmund Toeschouwers: 53.700 Scheidsrechter: Werner Winsemann (CAN) |

|                                                                    |                      |       |                                                                                    |                                                                                     |
| 23 juni WK 1974 Groep 3 № 337 «onderlinge duels» 16:00 uur (UTC+1) | Bulgarije            | 1 – 4 | Nederland                                                                          | Westfalenstadion, Dortmund Toeschouwers: 53.790 Scheidsrechter: Tony Bosković (AUS) |
| 23 juni WK 1974 Groep 3 № 337 «onderlinge duels» 16:00 uur (UTC+1) | Ruud Krol 78' (e.d.) |       | 6' (pen.) Johan Neeskens 45' (pen.) Johan Neeskens 75' Johnny Rep 87' Theo de Jong | Westfalenstadion, Dortmund Toeschouwers: 53.790 Scheidsrechter: Tony Bosković (AUS) |

|                                                                    |                                                                       |       |            |                                                                                    |
| 26 juni WK 1974 Groep A № 338 «onderlinge duels» 19:30 uur (UTC+1) | Nederland                                                             | 4 – 0 | Argentinië | Parkstadion, Gelsenkirchen Toeschouwers: 56.548 Scheidsrechter: Bob Davidson (SCO) |
| 26 juni WK 1974 Groep A № 338 «onderlinge duels» 19:30 uur (UTC+1) | Johan Cruijff 11', 90' Ruud Krol 25' Johnny Rep 73' Johan Cruijff 90' |       |            | Parkstadion, Gelsenkirchen Toeschouwers: 56.548 Scheidsrechter: Bob Davidson (SCO) |

|                                                                    |     |                                       |           |                                                                                       |
| 30 juni WK 1974 Groep A № 339 «onderlinge duels» 16:00 uur (UTC+1) | DDR | 0 – 2                                 | Nederland | Parkstadion, Gelsenkirchen Toeschouwers: 68.348 Scheidsrechter: Rudolf Scheurer (SUI) |
| 30 juni WK 1974 Groep A № 339 «onderlinge duels» 16:00 uur (UTC+1) |     | 7' Johan Neeskens 59' Rob Rensenbrink |           | Parkstadion, Gelsenkirchen Toeschouwers: 68.348 Scheidsrechter: Rudolf Scheurer (SUI) |

|                                                                   |                                      |       |          |                                                                                        |
| 3 juli WK 1974 Groep A № 340 «onderlinge duels» 19:30 uur (UTC+1) | Nederland                            | 2 – 0 | Brazilië | Westfalenstadion, Dortmund Toeschouwers: 53.700 Scheidsrechter: Kurt Tschenscher (FRG) |
| 3 juli WK 1974 Groep A № 340 «onderlinge duels» 19:30 uur (UTC+1) | Johan Neeskens 50' Johan Cruijff 65' |       |          | Westfalenstadion, Dortmund Toeschouwers: 53.700 Scheidsrechter: Kurt Tschenscher (FRG) |

|                                                                  |                                          |       |                          |                                                                                |
| 7 juli WK 1974 Finale № 341 «onderlinge duels» 16:00 uur (UTC+1) | West-Duitsland                           | 2 – 1 | Nederland                | Olympiastadion, München Toeschouwers: 77.833 Scheidsrechter: Jack Taylor (ENG) |
| 7 juli WK 1974 Finale № 341 «onderlinge duels» 16:00 uur (UTC+1) | Paul Breitner 25' (pen.) Gerd Müller 43' |       | 2' (pen.) Johan Neeskens | Olympiastadion, München Toeschouwers: 77.833 Scheidsrechter: Jack Taylor (ENG) |

|  |  |  |  |  |  |  |  |  |

|                                                                          |                          |       |                                                                                           |                                                                                |
| 4 september Vriendschappelijk № 342 «onderlinge duels» 19:00 uur (UTC+1) | Zweden                   | 1 – 5 | Nederland                                                                                 | Råsundastadion, Solna Toeschouwers: 34.527 Scheidsrechter: Rudi Glöckner (DDR) |
| 4 september Vriendschappelijk № 342 «onderlinge duels» 19:00 uur (UTC+1) | Bosse Larsson 54' (pen.) |       | 10' Johan Cruijff 33' Arie Haan 46' Johan Neeskens 75' Johan Neeskens 83' Rob Rensenbrink | Råsundastadion, Solna Toeschouwers: 34.527 Scheidsrechter: Rudi Glöckner (DDR) |

|                                                                          |                |       |                                                               |                                                                                        |
| 25 september EK 1976 kwalificatie № 343 «onderlinge duels» 18:30 (UTC+2) | Finland        | 1 – 3 | Nederland                                                     | Olympisch Stadion, Helsinki Toeschouwers: 20.449 Scheidsrechter: Wolfgang Riedel (GDR) |
| 25 september EK 1976 kwalificatie № 343 «onderlinge duels» 18:30 (UTC+2) | Timo Rahja 16' |       | 28' Johan Cruijff 40' Johan Cruijff 51' (pen.) Johan Neeskens | Olympisch Stadion, Helsinki Toeschouwers: 20.449 Scheidsrechter: Wolfgang Riedel (GDR) |

|                                                                        |                |       |             |                                                                            |
| 9 oktober Vriendschappelijk № 344 «onderlinge duels» 20:30 uur (UTC+1) | Nederland      | 1 – 0 | Zwitserland | De Kuip, Rotterdam Toeschouwers: 10.000 Scheidsrechter: Lajos Somlai (HUN) |
| 9 oktober Vriendschappelijk № 344 «onderlinge duels» 20:30 uur (UTC+1) | Ruud Geels 39' |       |             | De Kuip, Rotterdam Toeschouwers: 10.000 Scheidsrechter: Lajos Somlai (HUN) |

|                                                                             |                                                         |       |                       |                                                                             |
| 20 november EK 1976 kwalificatie № 345 «onderlinge duels» 20:30 uur (UTC+1) | Nederland                                               | 3 – 1 | Italië                | De Kuip, Rotterdam Toeschouwers: 58.463 Scheidsrechter: Pavel Kazakov (URS) |
| 20 november EK 1976 kwalificatie № 345 «onderlinge duels» 20:30 uur (UTC+1) | Rob Rensenbrink 24' Johan Cruijff 64' Johan Cruijff 80' |       | 5' Roberto Boninsegna | De Kuip, Rotterdam Toeschouwers: 58.463 Scheidsrechter: Pavel Kazakov (URS) |

### 1975
|                                                                       |                   |       |           |                                                                                 |
| 30 april Vriendschappelijk № 346 «onderlinge duels» 20:00 uur (UTC+1) | België            | 1 – 0 | Nederland | Bosuilstadion, Antwerpen Toeschouwers: 15.155 Scheidsrechter: Jack Taylor (ENG) |
| 30 april Vriendschappelijk № 346 «onderlinge duels» 20:00 uur (UTC+1) | Raoul Lambert 78' |       |           | Bosuilstadion, Antwerpen Toeschouwers: 15.155 Scheidsrechter: Jack Taylor (ENG) |

|                                                                     |                   |       |                     |                                                                                               |
| 17 mei Vriendschappelijk № 347 «onderlinge duels» 16:00 uur (UTC+1) | West-Duitsland    | 1 – 1 | Nederland           | Waldstadion, Frankfurt am Main Toeschouwers: 53.000 Scheidsrechter: Walter Hungerbühler (SUI) |
| 17 mei Vriendschappelijk № 347 «onderlinge duels» 16:00 uur (UTC+1) | Herbert Wimmer 8' |       | 56' Wim van Hanegem | Waldstadion, Frankfurt am Main Toeschouwers: 53.000 Scheidsrechter: Walter Hungerbühler (SUI) |

|                                                                     |                                                       |       |           |                                                                               |
| 31 mei Vriendschappelijk № 348 «onderlinge duels» 16:30 uur (UTC+1) | Joegoslavië                                           | 3 – 0 | Nederland | JNA Stadion, Belgrado Toeschouwers: 25.000 Scheidsrechter: Lajos Somlai (HUN) |
| 31 mei Vriendschappelijk № 348 «onderlinge duels» 16:30 uur (UTC+1) | Dušan Savić 12' Danilo Popivoda 18' Zvonko Ivezić 81' |       |           | JNA Stadion, Belgrado Toeschouwers: 25.000 Scheidsrechter: Lajos Somlai (HUN) |

|                                                                         |                                                                                               |       |                      |                                                                                 |
| 3 september EK 1976 kwalificatie № 349 «onderlinge duels» 20:00 (UTC+1) | Nederland                                                                                     | 4 – 1 | Finland              | Goffertstadion, Nijmegen Toeschouwers: 19.189 Scheidsrechter: Eric Smyton (NIR) |
| 3 september EK 1976 kwalificatie № 349 «onderlinge duels» 20:00 (UTC+1) | Willy van der Kuijlen 29' Willy van der Kuijlen 35' Harry Lubse 48' Willy van der Kuijlen 55' |       | 9' Matti Paatelainen | Goffertstadion, Nijmegen Toeschouwers: 19.189 Scheidsrechter: Eric Smyton (NIR) |

|                                                                              |                                                                                |       |                         |                                                                                 |
| 10 september EK 1976 kwalificatie № 350 «onderlinge duels» 17:30 uur (UTC+1) | Polen                                                                          | 4 – 1 | Nederland               | Śląskistadion, Chorzów Toeschouwers: 70.409 Scheidsrechter: Pat Partridge (ENG) |
| 10 september EK 1976 kwalificatie № 350 «onderlinge duels» 17:30 uur (UTC+1) | Grzegorz Lato 16' Robert Gadocha 44' Andrzej Szarmach 64' Andrzej Szarmach 74' |       | 81' René van de Kerkhof | Śląskistadion, Chorzów Toeschouwers: 70.409 Scheidsrechter: Pat Partridge (ENG) |

|                                                                            |                                                      |       |       |                                                                                        |
| 15 oktober EK 1976 kwalificatie № 351 «onderlinge duels» 20:15 uur (UTC+1) | Nederland                                            | 3 – 0 | Polen | Olympisch Stadion, Amsterdam Toeschouwers: 56.030 Scheidsrechter: Károly Palotai (HUN) |
| 15 oktober EK 1976 kwalificatie № 351 «onderlinge duels» 20:15 uur (UTC+1) | Johan Neeskens 14' Ruud Geels 48' Frans Thijssen 59' |       |       | Olympisch Stadion, Amsterdam Toeschouwers: 56.030 Scheidsrechter: Károly Palotai (HUN) |

|                                                                             |                   |       |           |                                                                                  |
| 22 november EK 1976 kwalificatie № 352 «onderlinge duels» 14:30 uur (UTC+1) | Italië            | 1 – 0 | Nederland | Olympisch Stadion, Rome Toeschouwers: 33.307 Scheidsrechter: Robert Schaut (BEL) |
| 22 november EK 1976 kwalificatie № 352 «onderlinge duels» 14:30 uur (UTC+1) | Fabio Capello 20' |       |           | Olympisch Stadion, Rome Toeschouwers: 33.307 Scheidsrechter: Robert Schaut (BEL) |

### 1976
|                                                                          | |       |        |                                                                           |
| 25 april EK 1976 kwalificatie № 353 «onderlinge duels» 14:30 uur (UTC+1) | Nederland                                                                                                | 5 – 0 | België | De Kuip, Rotterdam Toeschouwers: 48.706 Scheidsrechter: Jean Dubach (SUI) |
| 25 april EK 1976 kwalificatie № 353 «onderlinge duels» 14:30 uur (UTC+1) | Wim Rijsbergen 17' Rob Rensenbrink 28' Rob Rensenbrink 58' Rob Rensenbrink 86' Johan Neeskens 80' (pen.) |       |        | De Kuip, Rotterdam Toeschouwers: 48.706 Scheidsrechter: Jean Dubach (SUI) |

|                                                                        |                    |       |                                  |                                                                                      |
| 22 mei EK 1976 kwalificatie № 354 «onderlinge duels» 20:00 uur (UTC+1) | België             | 1 – 2 | Nederland                        | Heizelstadion, Brussel Toeschouwers: 19.050 Scheidsrechter: Alberto Michelotti (ITA) |
| 22 mei EK 1976 kwalificatie № 354 «onderlinge duels» 20:00 uur (UTC+1) | Roger Van Gool 28' |       | 64' Johnny Rep 79' Johan Cruijff | Heizelstadion, Brussel Toeschouwers: 19.050 Scheidsrechter: Alberto Michelotti (ITA) |

| Europees kampioenschap voetbal 1976 |
| ----------------------------------- |

|                                                                         |                                                           |              |                         |                                                                                 |
| 16 juni EK 1976 Halve finale № 355 «onderlinge duels» 20:15 uur (UTC+1) | Tsjecho-Slowakije                                         | 3 – 1 (n.v.) | Nederland               | Maksimirstadion, Zagreb Toeschouwers: 17.969 Scheidsrechter: Clive Thomas (WAL) |
| 16 juni EK 1976 Halve finale № 355 «onderlinge duels» 20:15 uur (UTC+1) | Anton Ondruš 20' Zdeněk Nehoda 114' František Veselý 118' |              | 73' (e.d.) Anton Ondruš | Maksimirstadion, Zagreb Toeschouwers: 17.969 Scheidsrechter: Clive Thomas (WAL) |

|                                                                         |                                        |              |                                                         |                                                                                       |
| 19 juni EK 1976 Troostfinale № 356 «onderlinge duels» 20:15 uur (UTC+1) | Joegoslavië                            | 2 – 3 (n.v.) | Nederland                                               | Maksimirstadion, Zagreb Toeschouwers: 6.766 Scheidsrechter: Walter Hungerbühler (SUI) |
| 19 juni EK 1976 Troostfinale № 356 «onderlinge duels» 20:15 uur (UTC+1) | Josip Katalinski 43' Dragan Džajić 83' |              | 27' Ruud Geels 35' Willy van de Kerkhof 107' Ruud Geels | Maksimirstadion, Zagreb Toeschouwers: 6.766 Scheidsrechter: Walter Hungerbühler (SUI) |

|  |  |  |  |  |  |  |  |  |

|                                                                           |         |                |           |                                                                                       |
| 8 september WK 1978 kwalificatie № 357 «onderlinge duels» 18:15 uur (UTC) | IJsland | 0 – 1          | Nederland | Laugardalsvöllur, Reykjavik Toeschouwers: 10.210 Scheidsrechter: Paddy Mullhall (IRL) |
| 8 september WK 1978 kwalificatie № 357 «onderlinge duels» 18:15 uur (UTC) |         | 42' Ruud Geels |           | Laugardalsvöllur, Reykjavik Toeschouwers: 10.210 Scheidsrechter: Paddy Mullhall (IRL) |

|                                                                            |                                 |       |                                   |                                                                                                |
| 13 oktober WK 1978 kwalificatie № 358 «onderlinge duels» 20:00 uur (UTC+1) | Nederland                       | 2 – 2 | Noord-Ierland                     | Stadion Feijenoord, Rotterdam Toeschouwers: 56.000 Scheidsrechter: Ángel Franco Martínez (ESP) |
| 13 oktober WK 1978 kwalificatie № 358 «onderlinge duels» 20:00 uur (UTC+1) | Ruud Krol 64' Johan Cruijff 66' |       | 4' Chris McGrath 88' Derek Spence | Stadion Feijenoord, Rotterdam Toeschouwers: 56.000 Scheidsrechter: Ángel Franco Martínez (ESP) |

### 1977
|                                                                       |          |                               |           |                                                                                      |
| 9 februari Vriendschappelijk № 359 «onderlinge duels» 20:00 uur (UTC) | Engeland | 0 – 2                         | Nederland | Wembley Stadium, Londen Toeschouwers: 90.260 Scheidsrechter: Walter Eschweiler (FRG) |
| 9 februari Vriendschappelijk № 359 «onderlinge duels» 20:00 uur (UTC) |          | 28' Jan Peters 36' Jan Peters |           | Wembley Stadium, Londen Toeschouwers: 90.260 Scheidsrechter: Walter Eschweiler (FRG) |

|                                                                          |        |                                  |           |                                                                                    |
| 26 maart WK 1978 kwalificatie № 360 «onderlinge duels» 20:00 uur (UTC+2) | België | 0 – 2                            | Nederland | Bosuilstadion, Antwerpen Toeschouwers: 55.247 Scheidsrechter: Sergio Gonella (ITA) |
| 26 maart WK 1978 kwalificatie № 360 «onderlinge duels» 20:00 uur (UTC+2) |        | 19' Johnny Rep 65' Johan Cruijff |           | Bosuilstadion, Antwerpen Toeschouwers: 55.247 Scheidsrechter: Sergio Gonella (ITA) |

|                                                                             |                                                                            |       |                         |                                                                                       |
| 31 augustus WK 1978 kwalificatie № 361 «onderlinge duels» 20:00 uur (UTC+2) | Nederland                                                                  | 4 – 1 | IJsland                 | Goffertstadion, Nijmegen Toeschouwers: 25.000 Scheidsrechter: Martti Hirviniemi (FIN) |
| 31 augustus WK 1978 kwalificatie № 361 «onderlinge duels» 20:00 uur (UTC+2) | Willem van Hanegem 15' Ruud Geels 18' Johnny Rep 35' Ruud Geels 89' (pen.) |       | 66' Ásgeir Sigurvinsson | Goffertstadion, Nijmegen Toeschouwers: 25.000 Scheidsrechter: Martti Hirviniemi (FIN) |

|                                                                        |           |       |             |                                                                             |
| 5 oktober Vriendschappelijk № 362 «onderlinge duels» 20:00 uur (UTC+1) | Nederland | 0 – 0 | Sovjet-Unie | De Kuip, Rotterdam Toeschouwers: 17.476 Scheidsrechter: Adolf Mathias (AUT) |
| 5 oktober Vriendschappelijk № 362 «onderlinge duels» 20:00 uur (UTC+1) |           |       |             | De Kuip, Rotterdam Toeschouwers: 17.476 Scheidsrechter: Adolf Mathias (AUT) |

|                                                                            |               |                          |           |                                                                                  |
| 12 oktober WK 1978 kwalificatie № 363 «onderlinge duels» 15:00 uur (UTC+1) | Noord-Ierland | 0 – 1                    | Nederland | Windsor Park, Belfast Toeschouwers: 33.000 Scheidsrechter: António Garrido (POR) |
| 12 oktober WK 1978 kwalificatie № 363 «onderlinge duels» 15:00 uur (UTC+1) |               | 76' Willy van de Kerkhof |           | Windsor Park, Belfast Toeschouwers: 33.000 Scheidsrechter: António Garrido (POR) |

|                                                                            |                        |       |        |                                                                                       |
| 26 oktober WK 1978 kwalificatie № 364 «onderlinge duels» 20:00 uur (UTC+1) | Nederland              | 1 – 0 | België | Olympisch Stadion, Amsterdam Toeschouwers: 62.000 Scheidsrechter: Pat Partridge (ENG) |
| 26 oktober WK 1978 kwalificatie № 364 «onderlinge duels» 20:00 uur (UTC+1) | René van de Kerkhof 4' |       |        | Olympisch Stadion, Amsterdam Toeschouwers: 62.000 Scheidsrechter: Pat Partridge (ENG) |

### 1978
|                                                                          |                  |       |                                        |                                                                                     |
| 22 februari Vriendschappelijk № 365 «onderlinge duels» 16:00 uur (UTC+2) | Israël           | 1 – 2 | Nederland                              | Ramat Ganstadion, Ramat Gan Toeschouwers: 24.000 Scheidsrechter: Peter Scherz (SUI) |
| 22 februari Vriendschappelijk № 365 «onderlinge duels» 16:00 uur (UTC+2) | Vicky Peretz 41' |       | 31' Rob Rensenbrink 65' Tscheu La Ling | Ramat Ganstadion, Ramat Gan Toeschouwers: 24.000 Scheidsrechter: Peter Scherz (SUI) |

|                                                    |         |                                                                               |           |                                                                                    |
| 5 april Vriendschappelijk № 366 «onderlinge duels» | Tunesië | 0 – 4                                                                         | Nederland | Stade El Menzah, Tunis Toeschouwers: 28.000 Scheidsrechter: Youssef El Ghoul (LBY) |
| 5 april Vriendschappelijk № 366 «onderlinge duels» |         | 12' Dick Nanninga 41' Henk van Leeuwen 83' Dick Nanninga 89' Pierre Vermeulen |           | Stade El Menzah, Tunis Toeschouwers: 28.000 Scheidsrechter: Youssef El Ghoul (LBY) |

|                                                                     |            |               |           |                                                                                |
| 20 mei Vriendschappelijk № 367 «onderlinge duels» 16:30 uur (UTC+1) | Oostenrijk | 0 – 1         | Nederland | Praterstadion, Wenen Toeschouwers: 61.000 Scheidsrechter: Jaromír Fausek (TCH) |
| 20 mei Vriendschappelijk № 367 «onderlinge duels» 16:30 uur (UTC+1) |            | 55' Arie Haan |           | Praterstadion, Wenen Toeschouwers: 61.000 Scheidsrechter: Jaromír Fausek (TCH) |

| Wereldkampioenschap voetbal 1978 |
| -------------------------------- |

|                                                                   |                                                                           |       |      | |
| 3 juni WK 1978 Groep 4 № 368 «onderlinge duels» 16:45 uur (UTC−3) | Nederland                                                                 | 3 – 0 | Iran | Estadio Ciudad de Mendoza, Mendoza Toeschouwers: 33.431 Scheidsrechter: Alfonso González Archundia (MEX) |
| 3 juni WK 1978 Groep 4 № 368 «onderlinge duels» 16:45 uur (UTC−3) | Rob Rensenbrink 40' (pen.) Rob Rensenbrink 62' Rob Rensenbrink 77' (pen.) |       |      | Estadio Ciudad de Mendoza, Mendoza Toeschouwers: 33.431 Scheidsrechter: Alfonso González Archundia (MEX) |

|                                                                   |           |       |      |                                                                                            |
| 7 juni WK 1978 Groep 4 № 369 «onderlinge duels» 16:45 uur (UTC−3) | Nederland | 0 – 0 | Peru | Estadio Ciudad de Mendoza, Mendoza Toeschouwers: 28.125 Scheidsrechter: Adolf Prokop (DDR) |
| 7 juni WK 1978 Groep 4 № 369 «onderlinge duels» 16:45 uur (UTC−3) |           |       |      | Estadio Ciudad de Mendoza, Mendoza Toeschouwers: 28.125 Scheidsrechter: Adolf Prokop (DDR) |

|                                                                    |                                                                 |       |                                           |                                                                                              |
| 11 juni WK 1978 Groep 4 № 370 «onderlinge duels» 16:45 uur (UTC−3) | Schotland                                                       | 3 – 2 | Nederland                                 | Estadio Ciudad de Mendoza, Mendoza Toeschouwers: 35.130 Scheidsrechter: Erich Linemayr (AUT) |
| 11 juni WK 1978 Groep 4 № 370 «onderlinge duels» 16:45 uur (UTC−3) | Kenny Dalglish 44' Archie Gemmill 46' (pen.) Archie Gemmill 68' |       | Rob Rensenbrink 34' (pen.) Johnny Rep 71' | Estadio Ciudad de Mendoza, Mendoza Toeschouwers: 35.130 Scheidsrechter: Erich Linemayr (AUT) |

|                                                                    | |       |                     |                                                                                 |
| 14 juni WK 1978 Groep A № 371 «onderlinge duels» 13:45 uur (UTC−3) | Nederland                                                                                          | 5 – 1 | Oostenrijk          | Estadio Córdoba, Córdoba Toeschouwers: 25.050 Scheidsrechter: John Gordon (SCO) |
| 14 juni WK 1978 Groep A № 371 «onderlinge duels» 13:45 uur (UTC−3) | Ernie Brandts 6' Rob Rensenbrink 35' (pen.) Johnny Rep 36' Johnny Rep 53' Willy van de Kerkhof 82' |       | 80' Erich Obermayer | Estadio Córdoba, Córdoba Toeschouwers: 25.050 Scheidsrechter: John Gordon (SCO) |

|                                                                    |                                        |       |                                       |                                                                                    |
| 18 juni WK 1978 Groep A № 372 «onderlinge duels» 16:45 uur (UTC−3) | West-Duitsland                         | 2 – 2 | Nederland                             | Chateau Carreras, Córdoba Toeschouwers: 40.750 Scheidsrechter: Ramón Barreto (URU) |
| 18 juni WK 1978 Groep A № 372 «onderlinge duels» 16:45 uur (UTC−3) | Rüdiger Abramczik 3' Dieter Müller 70' |       | 27' Arie Haan 82' René van de Kerkhof | Chateau Carreras, Córdoba Toeschouwers: 40.750 Scheidsrechter: Ramón Barreto (URU) |

|                                                                    |                                 |       |                          |                                                                                                   |
| 21 juni WK 1978 Groep A № 373 «onderlinge duels» 13:45 uur (UTC−3) | Nederland                       | 2 – 1 | Italië                   | Estadio Monumental, Buenos Aires Toeschouwers: 67.433 Scheidsrechter: Ángel Franco Martínez (ESP) |
| 21 juni WK 1978 Groep A № 373 «onderlinge duels» 13:45 uur (UTC−3) | Ernie Brandts 50' Arie Haan 76' |       | 19' (e.d.) Ernie Brandts | Estadio Monumental, Buenos Aires Toeschouwers: 67.433 Scheidsrechter: Ángel Franco Martínez (ESP) |

|                                                                   |                                                        |              |                   |                                                                                            |
| 25 juni WK 1978 Finale № 374 «onderlinge duels» 15:00 uur (UTC−3) | Argentinië                                             | 3 – 1 (n.v.) | Nederland         | Estadio Monumental, Buenos Aires Toeschouwers: 71.483 Scheidsrechter: Sergio Gonella (ITA) |
| 25 juni WK 1978 Finale № 374 «onderlinge duels» 15:00 uur (UTC−3) | Mario Kempes 38' Mario Kempes 105' Daniel Bertoni 116' |              | 82' Dick Nanninga | Estadio Monumental, Buenos Aires Toeschouwers: 71.483 Scheidsrechter: Sergio Gonella (ITA) |

|  |  |  |  |  |  |  |  |  |

|                                                                              |                                                            |       |         |                                                                                     |
| 20 september EK 1980 kwalificatie № 375 «onderlinge duels» 20:00 uur (UTC+2) | Nederland                                                  | 3 – 0 | IJsland | Goffertstadion, Nijmegen Toeschouwers: 13.113 Scheidsrechter: Anders Mattsson (FIN) |
| 20 september EK 1980 kwalificatie № 375 «onderlinge duels» 20:00 uur (UTC+2) | Ruud Krol 31' Ernie Brandts 53' Rob Rensenbrink 63' (pen.) |       |         | Goffertstadion, Nijmegen Toeschouwers: 13.113 Scheidsrechter: Anders Mattsson (FIN) |

|                                                                            |                   |       |                                                     |                                                                         |
| 11 oktober EK 1980 kwalificatie № 376 «onderlinge duels» 20:15 uur (UTC+1) | Zwitserland       | 1 – 3 | Nederland                                           | Wankdorf, Bern Toeschouwers: 20.732 Scheidsrechter: César Correia (POR) |
| 11 oktober EK 1980 kwalificatie № 376 «onderlinge duels» 20:15 uur (UTC+1) | Markus Tanner 31' |       | 19' Piet Wildschut 67' Ernie Brandts 90' Ruud Geels | Wankdorf, Bern Toeschouwers: 20.732 Scheidsrechter: César Correia (POR) |

|                                                                             |                                                             |       |     |                                                                            |
| 15 november EK 1980 kwalificatie № 377 «onderlinge duels» 20:00 uur (UTC+1) | Nederland                                                   | 3 – 0 | DDR | De Kuip, Rotterdam Toeschouwers: 33.972 Scheidsrechter: Ulf Eriksson (SWE) |
| 15 november EK 1980 kwalificatie № 377 «onderlinge duels» 20:00 uur (UTC+1) | Gerd Kische 17' (e.d.) Ruud Geels 72' (pen.) Ruud Geels 89' |       |     | De Kuip, Rotterdam Toeschouwers: 33.972 Scheidsrechter: Ulf Eriksson (SWE) |

|                                                                          |                                                               |       |                    |                                                                                    |
| 20 december Vriendschappelijk № 378 «onderlinge duels» 20:15 uur (UTC+1) | West-Duitsland                                                | 3 – 1 | Nederland          | Rheinstadion, Düsseldorf Toeschouwers: 68.000 Scheidsrechter: Károly Palotai (HUN) |
| 20 december Vriendschappelijk № 378 «onderlinge duels» 20:15 uur (UTC+1) | Karl-Heinz Rummenigge 32' Klaus Fischer 57' Rainer Bonhof 85' |       | 62' Tscheu La Ling | Rheinstadion, Düsseldorf Toeschouwers: 68.000 Scheidsrechter: Károly Palotai (HUN) |

### 1979
|                                                                          |                                                              |       |           |                                                                            |
| 24 februari Vriendschappelijk № 379 «onderlinge duels» 15:00 uur (UTC+1) | Italië                                                       | 3 – 0 | Nederland | San Siro, Milaan Toeschouwers: 55.280 Scheidsrechter: Nicolae Rainea (ROU) |
| 24 februari Vriendschappelijk № 379 «onderlinge duels» 15:00 uur (UTC+1) | Roberto Bettega 9' Paolo Rossi 19' (pen.) Marco Tardelli 44' |       |           | San Siro, Milaan Toeschouwers: 55.280 Scheidsrechter: Nicolae Rainea (ROU) |

|                                                                          |                                              |       |             |                                                                                      |
| 28 maart EK 1980 kwalificatie № 380 «onderlinge duels» 20:00 uur (UTC+1) | Nederland                                    | 3 – 0 | Zwitserland | Philips-sportpark, Eindhoven Toeschouwers: 21.674 Scheidsrechter: John Hunting (ENG) |
| 28 maart EK 1980 kwalificatie № 380 «onderlinge duels» 20:00 uur (UTC+1) | Kees Kist 55' John Metgod 84' Jan Peters 89' |       |             | Philips-sportpark, Eindhoven Toeschouwers: 21.674 Scheidsrechter: John Hunting (ENG) |

|                                                                       |                                                  |       |           |                                                                                |
| 2 mei EK 1980 kwalificatie № 381 «onderlinge duels» 17:15 uur (UTC+2) | Polen                                            | 2 – 0 | Nederland | Śląskistadion, Chorzów Toeschouwers: 71.298 Scheidsrechter: Robert Wurtz (FRA) |
| 2 mei EK 1980 kwalificatie № 381 «onderlinge duels» 17:15 uur (UTC+2) | Zbigniew Boniek 20' Włodzimierz Mazur 65' (pen.) |       |           | Śląskistadion, Chorzów Toeschouwers: 71.298 Scheidsrechter: Robert Wurtz (FRA) |

| | |       | |                                                                         |
| 22 mei Vriendschappelijk 75-jarig jubileumwedstrijd FIFA № 382 «onderlinge duels» 20:15 uur (UTC+1) | Argentinië | 0 – 0 | Nederland | Wankdorf, Bern Toeschouwers: 28.000 Scheidsrechter: Ramón Barreto (URU) |
| 22 mei Vriendschappelijk 75-jarig jubileumwedstrijd FIFA № 382 «onderlinge duels» 20:15 uur (UTC+1) | |       | | Wankdorf, Bern Toeschouwers: 28.000 Scheidsrechter: Ramón Barreto (URU) |
| 22 mei Vriendschappelijk 75-jarig jubileumwedstrijd FIFA № 382 «onderlinge duels» 20:15 uur (UTC+1) | Strafschoppen |       | | Wankdorf, Bern Toeschouwers: 28.000 Scheidsrechter: Ramón Barreto (URU) |
| 22 mei Vriendschappelijk 75-jarig jubileumwedstrijd FIFA № 382 «onderlinge duels» 20:15 uur (UTC+1) | Enzo Trossero Daniel Passarella René Houseman Juan Barbas Jorge Olguín Diego Maradona Osvaldo Ardiles Américo Gallego Hugo Villaverde Alberto Tarantini | 8–7   | John Metgod René van de Kerkhof Johnny Rep Hugo Hovenkamp Johan Neeskens Huub Stevens Jan Peters (Feyenoord) Ruud Krol Jan Poortvliet Jan Peters (AZ'67) | Wankdorf, Bern Toeschouwers: 28.000 Scheidsrechter: Ramón Barreto (URU) |

|                                                                           |         |                                                                              |           |                                                                                     |
| 5 september EK 1980 kwalificatie № 383 «onderlinge duels» 18:30 uur (UTC) | IJsland | 0 – 4                                                                        | Nederland | Laugardalsvöllur, Reykjavik Toeschouwers: 10.375 Scheidsrechter: Clive Thomas (WAL) |
| 5 september EK 1980 kwalificatie № 383 «onderlinge duels» 18:30 uur (UTC) |         | 48' John Metgod 71' Willy van de Kerkhof 73' Dick Nanninga 87' Dick Nanninga |           | Laugardalsvöllur, Reykjavik Toeschouwers: 10.375 Scheidsrechter: Clive Thomas (WAL) |

|                                                                           |                    |       |        |                                                                           |
| 26 september Vriendschappelijk № 384 «onderlinge duels» 20:00 uur (UTC+2) | Nederland          | 1 – 0 | België | De Kuip, Rotterdam Toeschouwers: 21.135 Scheidsrechter: Clive White (ENG) |
| 26 september Vriendschappelijk № 384 «onderlinge duels» 20:00 uur (UTC+2) | Jan Poortvliet 75' |       |        | De Kuip, Rotterdam Toeschouwers: 21.135 Scheidsrechter: Clive White (ENG) |

|                                                                            |                  |       |                   |                                                                                       |
| 17 oktober EK 1980 kwalificatie № 385 «onderlinge duels» 20:00 uur (UTC+1) | Nederland        | 1 – 1 | Polen             | Olympisch Stadion, Amsterdam Toeschouwers: 45.049 Scheidsrechter: Paolo Casarin (ITA) |
| 17 oktober EK 1980 kwalificatie № 385 «onderlinge duels» 20:00 uur (UTC+1) | Huub Stevens 64' |       | 38' Wojciech Rudy | Olympisch Stadion, Amsterdam Toeschouwers: 45.049 Scheidsrechter: Paolo Casarin (ITA) |

|                                                                             |                                                   |       |                                                          |                                                                                    |
| 21 november EK 1980 kwalificatie № 386 «onderlinge duels» 17:00 uur (UTC+1) | DDR                                               | 2 – 3 | Nederland                                                | Zentralstadion, Leipzig Toeschouwers: 89.297 Scheidsrechter: António Garrido (POR) |
| 21 november EK 1980 kwalificatie № 386 «onderlinge duels» 17:00 uur (UTC+1) | Rüdiger Schnuphase 17' Joachim Streich 33' (pen.) |       | 45' Frans Thijssen 50' Kees Kist 67' René van de Kerkhof | Zentralstadion, Leipzig Toeschouwers: 89.297 Scheidsrechter: António Garrido (POR) |

## Samenvatting
| 1970 - 1979       | 1970 - 1979                          | 1970 - 1979                          | 1970 - 1979                          | 1970 - 1979                          | 1970 - 1979                          | 1970 - 1979                          | 1970 - 1979                          |                   | 1905 - 1979     | 1905 - 1979 | 1905 - 1979 | 1905 - 1979 | 1905 - 1979 | 1905 - 1979 | 1905 - 1979 | 1905 - 1979 |
| Competitie        | Totaal gespeeld                      | Winst                                | Gelijk                               | Verlies                              | Doelpunten                           | Doelpunten                           | Doelpunten                           | Competitie        | Totaal gespeeld | Winst       | Gelijk      | Verlies     | Doelpunten  | Doelpunten  | Doelpunten  |             |
| Competitie        | Totaal gespeeld                      | Winst                                | Gelijk                               | Verlies                              | Voor                                 | Tegen                                | Saldo                                | Competitie        | Totaal gespeeld | Winst       | Gelijk      | Verlies     | Voor        | Tegen       | Saldo       |             |
| ----------------- | ------------------------------------ | ------------------------------------ | ------------------------------------ | ------------------------------------ | ------------------------------------ | ------------------------------------ | ------------------------------------ | ----------------- | --------------- | ----------- | ----------- | ----------- | ----------- | ----------- | ----------- | ----------- |
| WK Eindronde      | 14                                   | 8                                    | 3                                    | 3                                    | 29                                   | 12                                   | +17                                  | WK Eindronde      | 16              | 8           | 3           | 5           | 31          | 18          | +13         |             |
| WK Kwalificatie   | 12                                   | 9                                    | 3                                    | 0                                    | 35                                   | 5                                    | +30                                  | WK Kwalificatie   | 35              | 19          | 10          | 6           | 80          | 33          | +47         |             |
| EK Eindronde      | 2                                    | 1                                    | 0                                    | 1                                    | 4                                    | 5                                    | -1                                   | EK Eindronde      | 2               | 1           | 0           | 1           | 4           | 5           | -1          |             |
| EK Kwalificatie   | 22                                   | 15                                   | 2                                    | 5                                    | 59                                   | 21                                   | +38                                  | EK Kwalificatie   | 32              | 18          | 5           | 9           | 76          | 37          | +39         |             |
| Olympische Spelen | Geen deelnames aan Olympische Spelen | Geen deelnames aan Olympische Spelen | Geen deelnames aan Olympische Spelen | Geen deelnames aan Olympische Spelen | Geen deelnames aan Olympische Spelen | Geen deelnames aan Olympische Spelen | Geen deelnames aan Olympische Spelen | Olympische Spelen | 21              | 10          | 2           | 9           | 51          | 44          | +7          |             |
| Vriendschappelijk | 27                                   | 15                                   | 7                                    | 5                                    | 41                                   | 21                                   | +20                                  | Vriendschappelijk | 280             | 117         | 56          | 107         | 643         | 582         | +61         |             |
| Totaal            | 77                                   | 48                                   | 15                                   | 14                                   | 168                                  | 64                                   | +104                                 | Totaal            | 386             | 173         | 76          | 137         | 885         | 719         | +166        |             |

CONMEBOL: Colombia · Ecuador

UEFA: Albanië · België · Bulgarije · Cyprus · Denemarken · West-Duitsland · Duitse Democratische Republiek · Engeland · Finland · Frankrijk · Griekenland · Hongarije · IJsland · Ierland · Italië · Joegoslavië · Luxemburg · Malta · Nederland · Noord-Ierland · Noorwegen · Oostenrijk · Polen · Portugal · Roemenië · Schotland ·  Sovjet-Unie ·  Spanje · Tsjecho-Slowakije · Turkije · Wales ·  Zweden · Zwitserland

CAF: Madagaskar AFC: Israël

KNVB ·
A-internationals ·
Bondscoaches (m) ·
Topscorers ·
Nederlands vrouwenelftal ·
Bondscoaches (v) ·
Nederland B ·
Olympisch elftal ·
Jong Oranje ·
Nederland –20 ·
Nederland –19 ·
Nederland –18 ·
Nederland –17 ·
Nederland –16 ·
Nederland –15 ·
Nederlands amateurelftal ·
Nederlands zaterdagelftal ·
Jong OranjeLeeuwinnen ·
Vrouwen –20 ·
Vrouwen –19 ·
Vrouwen –18 ·
Vrouwen –17 ·
Vrouwen –16 ·
Vrouwen –15 ·
Militair mannenelftal ·
Militair vrouwenelftal ·
Strandteam ·
Vrouwen Strandteam ·
Futsalteam ·
Vrouwen Futsalteam

EK-wedstrijden ·
WK-wedstrijden ·
Resultaten kwalificaties en eindronden ·
Nederland B-wedstrijden ·
Officieuze wedstrijden ·
EK-wedstrijden vrouwen ·
WK-wedstrijden vrouwen ·
Resultaten vrouwen kwalificaties en eindronden
1905 – 1919 ·
1920 – 1929 ·
1930 – 1939 ·
1940 – 1949 ·
1950 – 1959 ·
1960 – 1969 ·
1970 – 1979 ·
1980 – 1989 ·
1990 – 1999 ·
2000 – 2009 ·
2010 – 2019 ·
2020 – 2029
2015 ·
2016 ·
2017 ·
2018 ·
2019 ·
2020 ·
2021 · 
2022
EK's: 1976 · 
1980 · 
1988 · 
1992 · 
1996 · 
2000 · 
2004 · 
2008 · 
2012 · 
2020 · 
2024
WK's: 1934 · 
1938 · 
1974 · 
1978 · 
1990 · 
1994 · 
1998 · 
2006 · 
2010 · 
2014 · 
2022
OS: 1908 ·
1912 ·
1920 ·
1924 ·
1928 ·
1948 ·
1952 ·
2008
Albanië ·
Andorra ·
Argentinië ·
Armenië ·
Australië ·
België ·
Bosnië en Herzegovina ·
Brazilië ·
Bulgarije ·
Canada ·
Chili ·
China ·
Colombia ·
Costa Rica ·
Curaçao ·
Cyprus ·
DDR ·
Denemarken ·
Duitsland ·
Ecuador ·
Egypte ·
Engeland ·
Estland ·
Faeröer ·
Finland ·
Frankrijk ·
GOS · 
Georgië ·
Ghana ·
Gibraltar ·
Griekenland ·
Hongarije ·
Ierland ·
IJsland ·
Indonesië ·
Iran ·
Israël ·
Italië ·
Ivoorkust ·
Japan ·
Joegoslavië ·
Kameroen ·
Kazachstan ·
Kroatië ·
Letland ·
Liechtenstein ·
Luxemburg ·
Malta ·
Marokko ·
Mexico ·
Moldavië ·
Montenegro ·
Nederlandse Antillen ·
Nigeria ·
Noord-Ierland ·
Noord-Macedonië ·
Noorwegen ·
Oekraïne ·
Oostenrijk ·
Paraguay ·
Peru ·
Polen ·
Portugal ·
Qatar ·
Roemenië ·
Rusland ·
Saarland ·
San Marino ·
Saoedi-Arabië ·
Schotland ·
Senegal ·
Servië en Montenegro ·
Slovenië ·
Slowakije ·
Sovjet-Unie ·
Spanje ·
Suriname ·
Thailand ·
Tsjechië ·
Tsjecho-Slowakije ·
Tunesië ·
Turkije ·
Uruguay ·
Verenigd Koninkrijk ·
Verenigde Staten ·
Wales ·
Wit-Rusland ·
Zuid-Afrika ·
Zuid-Korea ·
Zweden ·
Zwitserland
Argentinië (1978) ·
Argentinië (2006) ·
Argentinië (2014) ·
Argentinië (2022) ·
Australië (2014) ·
Brazilië (2014) ·
Chili (2014) · 
Costa Rica (2014) ·
Denemarken (2010) ·
Denemarken (2012) ·
Duitsland (2012) · 
Ecuador (2022) · 
Frankrijk (2008) ·
Italië (2008) ·
Ivoorkust (2006) ·
Japan (2010) ·
Kameroen (2010) ·
Mexico (2014) · 
Noord-Macedonië (2021) · 
Oekraïne (2021) · 
Oostenrijk (2021) · 
Portugal (2006) ·
Portugal (2012) ·
Portugal (2019) ·
Qatar (2022) ·
Roemenië (2008) ·
Rusland (2008) ·
San Marino (2011) ·
Senegal (2022) ·
Servië en Montenegro (2006) ·
Sovjet-Unie (1988) ·
Spanje (2010) ·
Spanje (2014) ·
Tsjechië (2021) · 
Uruguay (2010) ·
Verenigde Staten (2022) · 
West-Duitsland (1974)